# Station Havana Centraal
Station Havana Centraal (Spaans: La Habana Central, Estación Central de Ferrocarriles) is het centraal station in Havana en het grootste treinstation van Cuba. Het station is tevens het knooppunt van het spoorwegsysteem in het land. Het dient als de aankomst- en vertrekpunt van nationale en forenzentreinen, en is de thuisbasis van de nationale spoorwegmaatschappij, Ferrocarriles Nacionales de Cuba (FFCC), het enige intercity-passagiersvervoer dat in het Caribisch gebied actief is.
Het gebouw wordt beschouwd als een monument vanwege zijn architectonische en historische waarde.

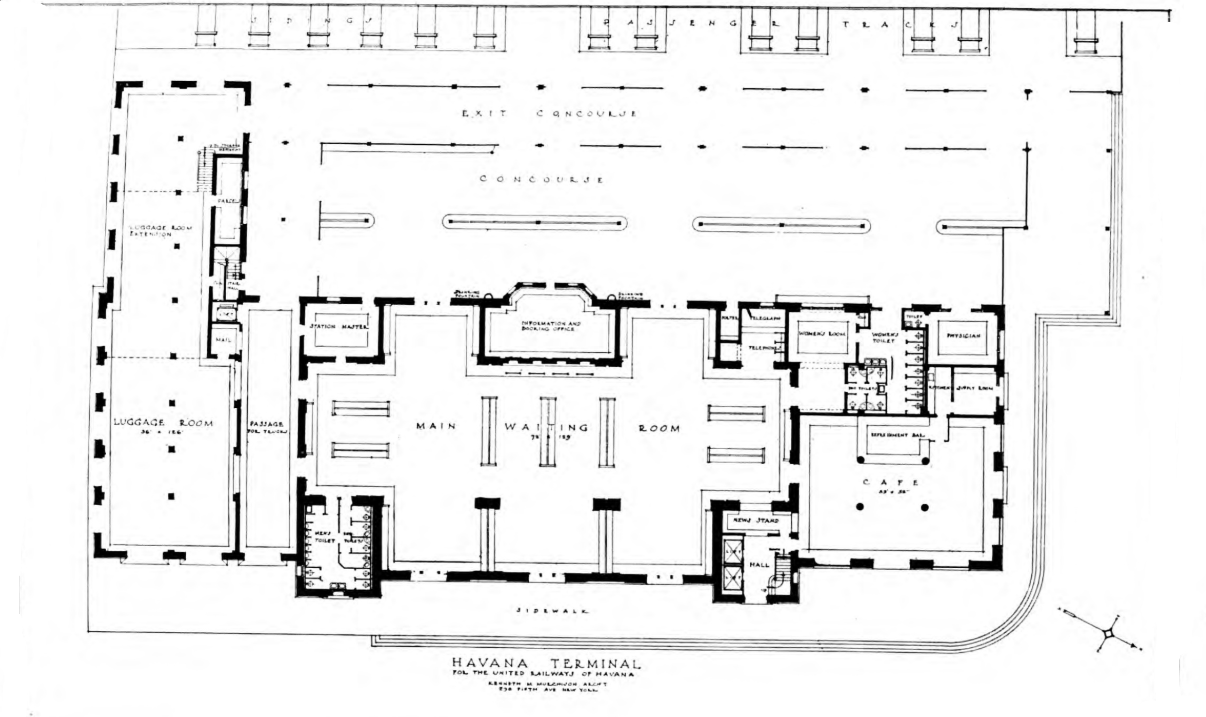
Plattegrond van het centraal station van Havana.

## Ontwerp
Het gebouw in eclectische stijl heeft vier verdiepingen en een mezzanine. Op de voorgevel zijn er twee torens aan de Avenida de Bélgica (ook bekend als Egido) die respectievelijk het wapen van Cuba en Havana voorstellen. De architect was Kenneth MacKenzie Murchison, die zich liet inspireren door de Spaanse planteresco-stijl, wat zichtbaar is in de decoratieve elementen op de gevel. De perrons van het station zijn bijna een kilometer lang en hebben een totale oppervlakte van 14.000 vierkante meter.

## Foto's

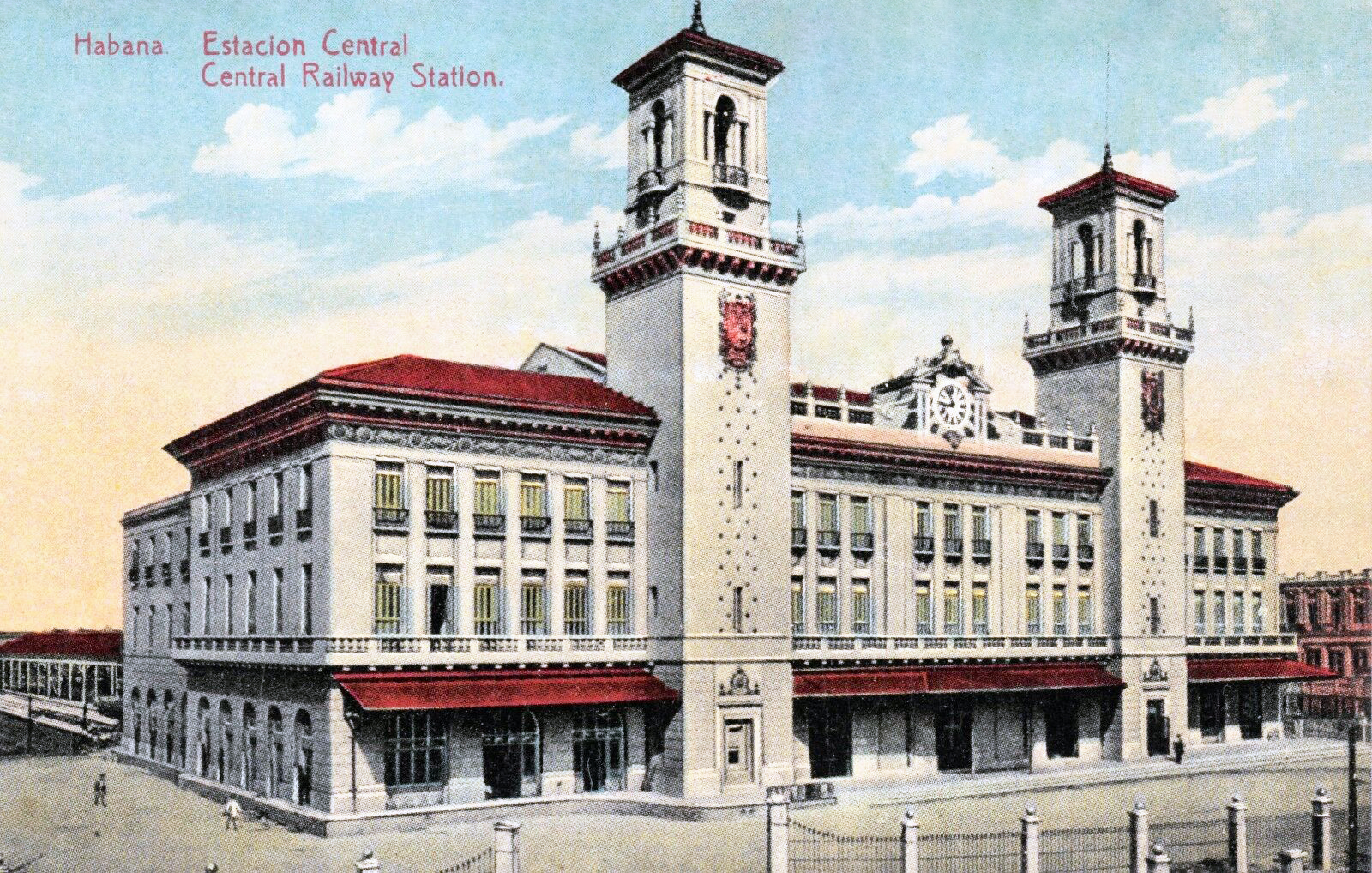
Station circa 1915
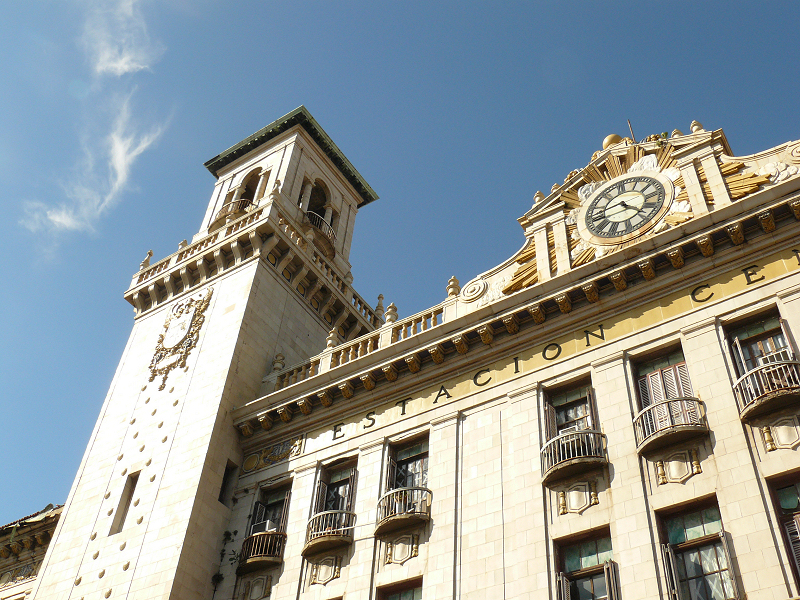
Voorzijde van het station
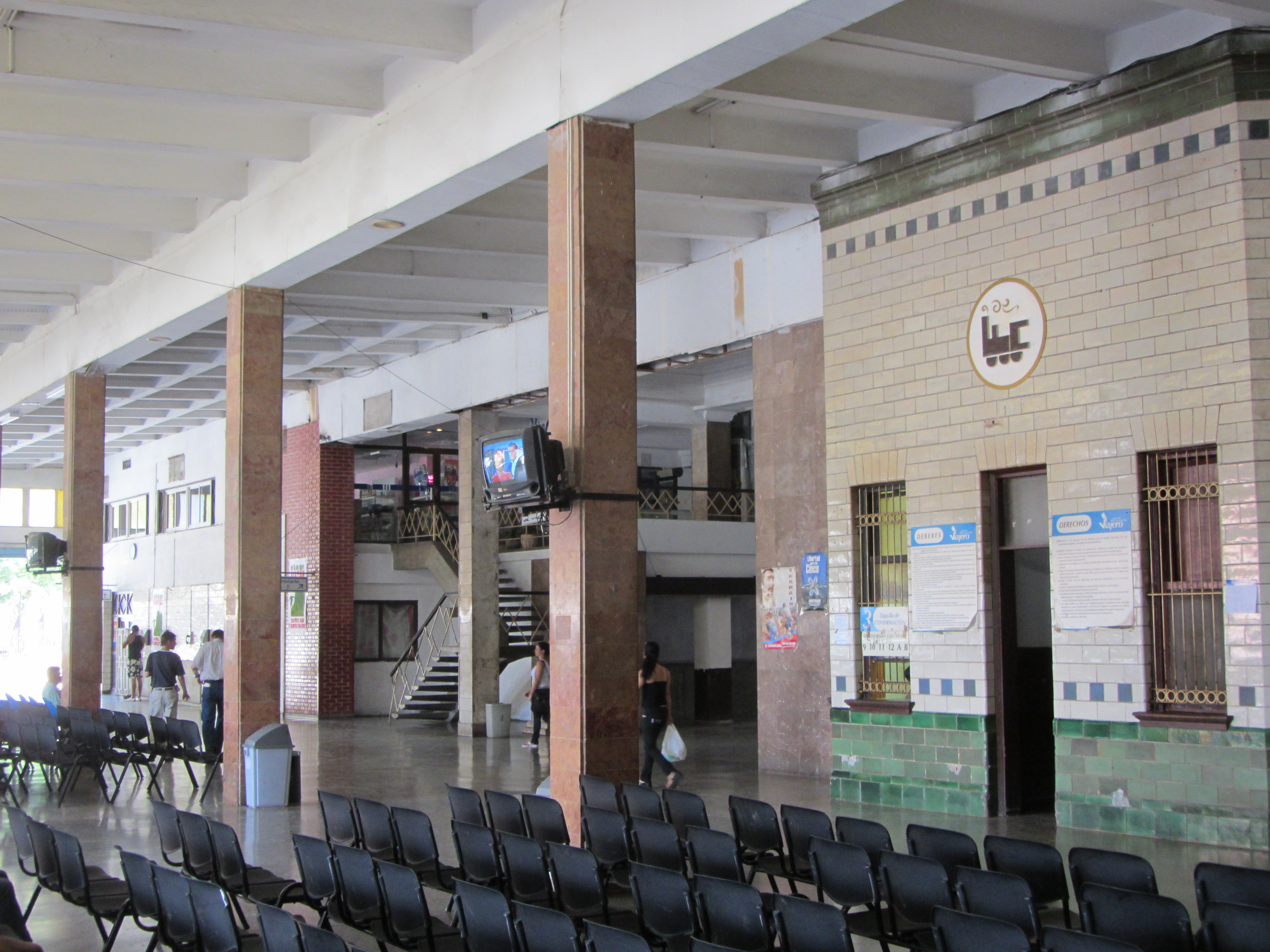
Stationshal
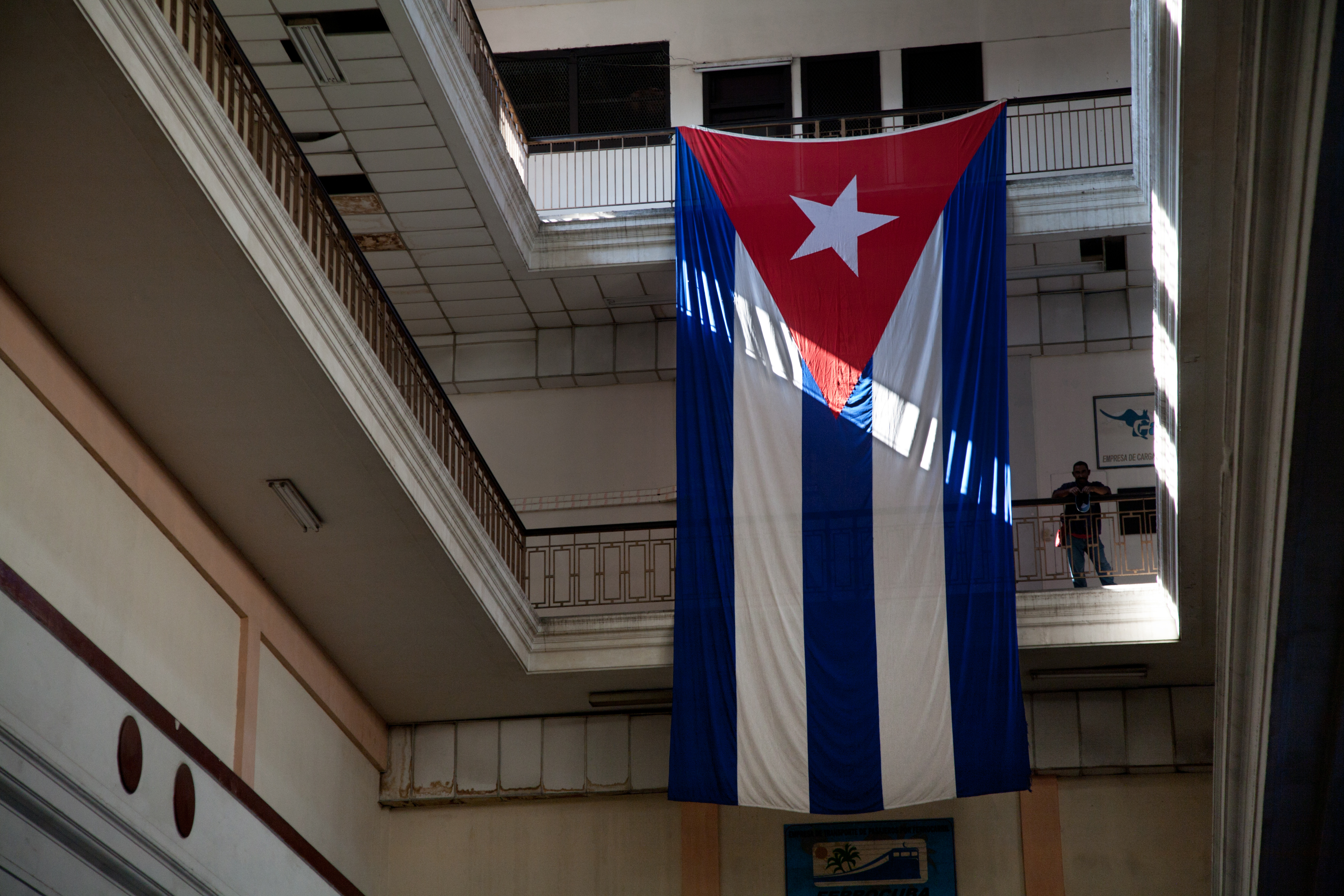
De Cubaanse vlag in de stationshal